# 鄭益昕
鄭 益昕（テイ エキキン、ラテン翻記・Zheng Yixin、1995年5月6日 - ）は、中華人民共和国の女子バレーボール選手である。中華人民共和国代表。

## 来歴
福建省漳州市出身。2013年にアンダーカテゴリーの代表としてU-20世界選手権に出場し、金メダルを獲得した。2015年にシニア代表に初選出されると同年のワールドグランプリに出場した。アジアカップ（2016年、2018年）、2017年グラチャン、2019年ワールドカップで金メダルを獲得した。2019年モントルーバレーマスターズでは代表チームの主将を務めた。

## 球歴
- ワールドカップ - 2019年
- グラチャン - 2017年
- ワールドグランプリ - 2015年、2017年
- ネーションズリーグ - 2019年
- アジアカップ - 2016年、2018年

## 所属クラブ
- 福建（2014-2017年）
- 浙江（2017-2018年）
- 天津渤海銀行（2018-2019年）
- 広東恒大（2019-2020年）
- Diamond Food VC（2019-2020年）
- 福建（2020年-）